# 엘랄란
엘랄란(타밀어: எல்லாளன், 싱할라어: එළාර))은 기원전 205년부터 기원전 161년까지 아누라다푸라 왕국을 다스린 왕이다. 촐라 왕조 출신의 왕으로 고대 스리랑카의 역사서인 마하밤사에 따르면 비록 정복민 출신 왕이었지만 아누라다푸라 왕국을 현명하게 잘 다스렸다고 하며, 정복민 출신의 아누라다푸라 왕국 군주 중에서는 드물게 명군으로서 칭송받고 있는 군주이다.

## 생애
엘랄란은 기원전 235년에 남인도의 타밀계 국가인 촐라의 왕자로 태어났다. 그로부터 20년 뒤인 기원전 205년에 엘라란은 스리랑카섬에 상륙한 후 아누라다푸라 왕국을 침공하여 당시 국왕인 아셀라를 몰아내고 아누라다푸라 국왕으로 즉위하였다. 그 후 70세가 될 때까지 한동안 별 탈없이 아누라다푸라 왕국을 다스리다가, 기원전 161년에 마하가마 왕국에서 힘을 기르던 비자야 왕조 출신의 두투가무누 왕자가 다시 아누라다푸라 왕국을 되찾고자 엘랄란의 아누라다푸라 왕국을 침공하였는데, 이때 이들이 충돌한 전투에서 두 왕은 전투 코끼리를 타고 서로 전투를 벌였으며, 엘랄란은 이 전투에서 전사하며 생을 마감하였다.

## 같이 보기
- 스리랑카의 역사